# Psiloderces torajanus
Psiloderces torajanus is een spinnensoort uit de familie Psilodercidae. De soort komt voor in Celebes.